# محمد يوسف بيضون
محمد يوسف بيضون (1931- 2023 م) سياسي لبناني من بيروت، وسليل عائلة بيضون البيروتية الشيعية. بدأ العمل السياسي بعد وفاة عم والده رشيد بيضون في سبعينيات القرن العشرين، انتُخب نائبًا سنوات طويلة في البرلمان اللبناني، وعُيّن وزيرًا في عدة حكومات لبنانية.

## في النيابة
- انتُخب نائبًا عن بيروت عام 1972.
- استمرَّ في النيابة إلى عام 1996.
- رُشِّح للانتخابات النيابية في عام 2000 ولم يحالفه الحظ، ثم تراجع الحضورُ السياسي لآل بيضون في بيروت.

## في الوزراة
- عُيِّن وزيرًا للشباب والرياضة، ووزيرًا للتربية والتعليم العالي، ووزيرًا للثقافة في حكومة الرئيس سليم الحص التي شُكِّلت في عام 1998.
- عُيِّن وزيرًا للموارد الكهربائية والمائية في حكومة الرئيس عمر كرامي في عام 1992.
- عُيِّن وزيرًا للصناعة والنفط في حكومة الرئيس شفيق الوزان الأولى في عام 1980.

## في العمل الاجتماعي
- رئيس جمعية الكشاف العاملي.[5]
- رئيس الجمعية الخيرية الإسلامية العاملية في بيروت منذ عام 1973.

## الوصلات الخارجية
- موقع الجمعية الخيرية الإسلامية العاملية على الشبكة